# Never Never (utwór muzyczny Drenchilla)
Never Never – singel portugalskiego DJ Drenchilla z gościnnym udziałem Indiiany. Melodia tego utworu została stworzona na podstawie singla „Stereo Love” Edwarda Maya.

## Odbiór komercyjny

### Eurazja
Singel ten okazał się najbardziej popularnym utworem Drenchilla na terenie Belgii (dostając się do rozszerzenia w obu belgijskich listach przebojów) oraz Francji (zajmując 115 pozycję). W Polsce nie był aż tak popularny jak singel „Freed from Desire”, jednak zajął 8. miejsce na liście AirPlay – Top. Dostał się także do niemieckich list: Dance-Charts oraz Deutsche Dj Playlist (kolejno na 91. oraz 3. pozycję), a także na 103. miejsce listy Top Radio Hits.

## Listy utworów
| Digital download / media strumieniowe | Digital download / media strumieniowe | Digital download / media strumieniowe |
| Nr                                    | Tytuł utworu                          | Długość                               |
| ------------------------------------- | ------------------------------------- | ------------------------------------- |
| 1.                                    | „Never Never”                         | 2:47                                  |

| Digital download / media strumieniowe – bootlegi | Digital download / media strumieniowe – bootlegi    | Digital download / media strumieniowe – bootlegi |
| Nr                                               | Tytuł utworu                                        | Długość                                          |
| ------------------------------------------------ | --------------------------------------------------- | ------------------------------------------------ |
| 1.                                               | „Never Never” (Cechoś Bootleg)                      | 3:24                                             |
| 2.                                               | „Never Never” (DJ HardSmile x BR3NVIS Bootleg 2020) | 3:00                                             |
| 3.                                               | „Never Never” (DawidDJ x GranTi Bootleg)            | 3:45                                             |
|                                                  |                                                     | 10:09                                            |

| Digital download / media strumieniowe – remiksy | Digital download / media strumieniowe – remiksy | Digital download / media strumieniowe – remiksy |
| Nr                                              | Tytuł utworu                                    | Długość                                         |
| ----------------------------------------------- | ----------------------------------------------- | ----------------------------------------------- |
| 1.                                              | „Never Never” (Giorgio Gee Remix)               | 2:43                                            |
| 2.                                              | „Never Never” (Giorgio Gee Extended Remix)      | 3:41                                            |
| 3.                                              | „Never Never” (Hazel Remix)                     | 2:55                                            |
| 4.                                              | „Never Never” (Hazel Extended Remix)            | 3:53                                            |
| 5.                                              | „Never Never” (cocomo Remix)                    | 3:30                                            |
| 6.                                              | „Never Never” (cocomo Extended Remix)           | 4:30                                            |
| 7.                                              | „Never Never” (Skytech Remix)                   | 2:57                                            |
| 8.                                              | „Never Never” (Skytech Extended Remix)          | 3:54                                            |
| 9.                                              | „Never Never” (stereo love 2.0 Remix)           | 2:45                                            |
| 10.                                             | „Never Never” (Redline Records Remix)           | 3:22                                            |
|                                                 |                                                 | 34:10                                           |

## Notowania i certyfikaty
| Terytorium | Notowanie                | Pozycja | Źr.    |
| ---------- | ------------------------ | ------- | ------ |
| Belgia     | Ultratop 50 Singles      | –       | [ 3 ]  |
| Belgia     | Ultratop 50 Singles      | –       | [ 4 ]  |
| Francja    | Top Singles              | 115     | [ 5 ]  |
| Polska     | AirPlay – Top            | 8       | [ 6 ]  |
| Polska     | AirPlay – Nowości        | 4       | [ 10 ] |
| Rosja      | Top Radio Hits           | 51      | [ 7 ]  |
| Rosja      | Top Radio & YouTube Hits | 59      | [ 11 ] |
| Niemcy     | Dance-Charts             | 91      | [ 12 ] |
| Niemcy     | Deutsche Dj Playlist     | 3       | [ 8 ]  |
| WNP        | Top Radio Hits           | 103     | [ 9 ]  |

| Terytorium | Notowanie                    | Pozycja | Źr.    |
| ---------- | ---------------------------- | ------- | ------ |
| Rosja      | Top Radio New Hits           | 76      | [ 13 ] |
| Rosja      | Top Radio & Youtube New Hits | 88      | [ 14 ] |

| Terytorium | Notowanie            | Pozycja | Źr.    |
| ---------- | -------------------- | ------- | ------ |
| Niemcy     | Deutsche Dj Playlist | 5       | [ 15 ] |

| Terytorium | Notowanie            | Pozycja | Źr.    |
| ---------- | -------------------- | ------- | ------ |
| Niemcy     | Deutsche Dj Playlist | 99      | [ 16 ] |

| Kraj          | Certyfikat         | Sprzedaż | Źr.           |
| ------------- | ------------------ | -------- | ------------- |
| Polska (ZPAV) | 2x platynowa płyta | 40 000+  | [ 17 ] [ 18 ] |

## Historia wydania
| Obszar     | Data                 | Format                      | Wersja            | Wytwórnia                                                                      | Źr.    |
| ---------- | -------------------- | --------------------------- | ----------------- | ------------------------------------------------------------------------------ | ------ |
| Cały świat | 10 stycznia 2020     | digital download, streaming | Extended Mix      | Dusty Desert Music (Planet Punk Music), Nitron Music (Universal Music Germany) | [ 19 ] |
| Cały świat | 10 stycznia 2020     | MP3                         | Extended Mix      | Nitron Music                                                                   | [ 20 ] |
| Cały świat | 20 grudnia 2019      | MP3                         | Skytech Remix     | Nitron Music                                                                   | [ 20 ] |
| Cały świat | 20 grudnia 2019      | digital download, streaming | Skytech Remix     | Dusty Desert Music (Planet Punk Music), Nitron Music (Universal Music Germany) | [ 21 ] |
| Cały świat | 6 grudnia 2019       | digital download, streaming | akustyczna wersja | Dusty Desert Music (Planet Punk Music), Nitron Music (Universal Music Germany) | [ 22 ] |
| Cały świat | 6 grudnia 2019       | MP3                         | akustyczna wersja | Nitron Music                                                                   | [ 23 ] |
| Cały świat | 22 listopada 2019    | MP3                         | Cocomo Remix      | Nitron Music                                                                   | [ 24 ] |
| Cały świat | 22 listopada 2019    | digital download, streaming | Cocomo Remix      | Dusty Desert Music (Planet Punk Music), Nitron Music (Universal Music Germany) | [ 24 ] |
| Cały świat | 8 listopada 2019     | digital download, streaming | Hazel Remix       | Dusty Desert Music (Planet Punk Music), Nitron Music (Universal Music Germany) | [ 25 ] |
| Cały świat | 8 listopada 2019     | MP3                         | Hazel Remix       | Nitron Music                                                                   | [ 26 ] |
| Cały świat | 25 października 2019 | MP3                         | Giorgio Gee Remix | Nitron Music                                                                   | [ 27 ] |
| Cały świat | 25 października 2019 | digital download, streaming | Giorgio Gee Remix | Dusty Desert Music (Planet Punk Music), Nitron Music (Universal Music Germany) | [ 28 ] |
| Cały świat | 23 sierpnia 2019     | digital download, streaming | oryginał          | Dusty Desert Music (Planet Punk Music), Nitron Music (Universal Music Germany) | [ 29 ] |
| Cały świat | 23 sierpnia 2019     | MP3                         | oryginał          | Nitron Music                                                                   | [ 30 ] |